# Venezuela az 1968. évi nyári olimpiai játékokon
Venezuela a mexikói Mexikóvárosban megrendezett 1968. évi nyári olimpiai játékok egyik részt vevő nemzete volt. Az országot az olimpián 5 sportágban 23 sportoló képviselte, akik összesen 1 érmet szereztek.

## Érmesek
| Érem  | Versenyző           | Sportág   | Versenyszám |
| ----- | ------------------- | --------- | ----------- |
| Arany | Francisco Rodríguez | Ökölvívás | Papírsúly   |

## Atlétika
Férfi
| Versenyző                                                      | Versenyszám     | Előfutam | Előfutam | Előfutam | Negyeddöntő | Negyeddöntő | Negyeddöntő | Elődöntő | Elődöntő | Elődöntő | Döntő   | Döntő    |
| Versenyző                                                      | Versenyszám     | Idő      | Hely.    | Össz.    | Idő         | Hely.       | Össz.       | Idő      | Hely.    | Össz.    | Idő     | Helyezés |
| -------------------------------------------------------------- | --------------- | -------- | -------- | -------- | ----------- | ----------- | ----------- | -------- | -------- | -------- | ------- | -------- |
| Horacio Esteves                                                | 100 m           | 10,65    | 6.       | 49.*     | kiesett     | kiesett     | kiesett     | kiesett  | kiesett  | kiesett  | kiesett | kiesett  |
| Manuel Planchart                                               | 100 m           | 10,80    | 8.       | 57.      | kiesett     | kiesett     | kiesett     | kiesett  | kiesett  | kiesett  | kiesett | kiesett  |
| José Jacinto Hidalgo                                           | 400 m           | 46,32    | 5.       | 21.      | kiesett     | kiesett     | kiesett     | kiesett  | kiesett  | kiesett  | kiesett | kiesett  |
| Víctor Maldonado                                               | 400 m gát       | 51,46    | 4.       | 18.      |             |             |             | 52,29    | 8.       | 16.      | kiesett | kiesett  |
| Víctor Patíñez Raúl Dome Víctor Maldonado José Jacinto Hidalgo | 4 × 400 m váltó | 3:07,65  | 5.       | 13.      |             |             |             |          |          |          | kiesett | kiesett  |

* - egy másik versenyzővel azonos időt ért el

## Ökölvívás
| Versenyző           | Versenyszám  | Selejtező         | 32-es főtábla                | Nyolcaddöntő                          | Negyeddöntő                   | Elődöntő                   | Döntő                                 | Helyezés |
| Versenyző           | Versenyszám  | Ellenfél Eredmény | Ellenfél Eredmény            | Ellenfél Eredmény                     | Ellenfél Eredmény             | Ellenfél Eredmény          | Ellenfél Eredmény                     | Helyezés |
| ------------------- | ------------ | ----------------- | ---------------------------- | ------------------------------------- | ----------------------------- | -------------------------- | ------------------------------------- | -------- |
| Francisco Rodríguez | Papírsúly    |                   | erőnyerő                     | Rafael Carbonell (CUB) · 5-0          | Hatha Karunaratne (CEY) · RSC | Harlan Marbley (USA) · 4-1 | Csi Jongdzsu (Ji Yong-ju) (KOR) · 3-2 |          |
| Félix Márquez       | Légsúly      |                   | Nikolay Novikov (URS) · 0-5  | kiesett                               | kiesett                       | kiesett                    | kiesett                               | 17.      |
| Armando Mendoza     | Könnyűsúly   | erőnyerő          | Ramón Puello (DOM) · RSC     | Mohamed Muruli (UGA) · 1-4            | kiesett                       | kiesett                    | kiesett                               | 9.       |
| Nelson Ruiz         | Kisváltósúly | erőnyerő          | Niyom Prasertsom (THA) · 3-2 | Kim Szajong (Kim Sa-yong) (KOR) · 1-4 | kiesett                       | kiesett                    | kiesett                               | 9.       |

## Sportlövészet
Nyílt
| Versenyző       | Versenyszám           | Pont | Helyezés |
| --------------- | --------------------- | ---- | -------- |
| Edgar Espinoza  | Szabadpisztoly        | 540  | 37.      |
| Enrico Forcella | Sportpuska, fekvő     | 588  | 44.      |
| Boris Loginow   | Sportpuska, fekvő     | 586  | 55.      |
| Juan Llabot     | Sportpuska, összetett | 1094 | 52.      |
| Ivo Orlandi     | Trap                  | 187  | 32.      |

## Vitorlázás
Nyílt
| Versenyző                                   | Versenyszám | Futam | Futam | Futam | Futam  | Futam | Futam | Futam  | Pontszám | Helyezés |
| Versenyző                                   | Versenyszám | 1     | 2     | 3     | 4      | 5     | 6     | 7      | Pontszám | Helyezés |
| ------------------------------------------- | ----------- | ----- | ----- | ----- | ------ | ----- | ----- | ------ | -------- | -------- |
| Karsten Boysen                              | Finn dingi  | 35,0  | 32,0  | 26,0  | 35,0   | 34,0  | 25,0  | (40,0) | 187,0    | 29.*     |
| Frohmund Burger Hervé Roche Daniel Trujillo | Sárkányhajó | 27,0  | 24,0  | 27,0  | (29,0) | 26,0  | 26,0  | 27,0   | 157,0    | 22.      |

* - egy másik versenyzővel azonos eredményt ért el

## Vívás
Férfi
| Versenyző                                                | Versenyszám       | Csoportkör | Csoportkör | Csoportkör | Csoportkör | Nyolcaddöntő      | Negyeddöntő       | Elődöntő          | Vigaszág a döntőért | Vigaszág a döntőért | Vigaszág a döntőért | Vigaszág a döntőért | Vigaszág a döntőért | Döntő             | Helyezés    |
| Versenyző                                                | Versenyszám       | 1. kör | 1. kör     | 2. kör | 2. kör     | Nyolcaddöntő      | Negyeddöntő       | Elődöntő          | 1. kör              | 2. kör              | 3. kör              | 4. kör              | 5. kör              | Döntő             | Helyezés    |
| Versenyző                                                | Versenyszám       | Ellenfél Eredmény | Hely.      | Ellenfél Eredmény | Hely.      | Ellenfél Eredmény | Ellenfél Eredmény | Ellenfél Eredmény | Ellenfél Eredmény   | Ellenfél Eredmény   | Ellenfél Eredmény   | Ellenfél Eredmény   | Ellenfél Eredmény   | Ellenfél Eredmény | Helyezés    |
| -------------------------------------------------------- | ----------------- | --- | ---------- | --- | ---------- | ----------------- | ----------------- | ----------------- | ------------------- | ------------------- | ------------------- | ------------------- | ------------------- | ----------------- | ----------- |
| Silvio Fernández                                         | Tőr, egyéni       | L. csoport · Vaszil Sztankovics (URS) · V · Ókava Heizaburó (JPN) · V · Jesús Gil (CUB) · V · Michael Breckin (GBR) · GY                                 | 5.         | kiesett | kiesett    | kiesett           | kiesett           | kiesett           | kiesett             | kiesett             | kiesett             | kiesett             | kiesett             | kiesett           | helyezetlen |
| Félix Piñero                                             | Tőr, egyéni       | F. csoport · Kamuti László (HUN) · V · Nicola Granieri (ITA) · V · Michel Constandt (BEL) · V · Héctor Abaunza (MEX) · V · John Bouchier-Hayes (IRL) · V | 6.         | kiesett | kiesett    | kiesett           | kiesett           | kiesett           | kiesett             | kiesett             | kiesett             | kiesett             | kiesett             | kiesett           | helyezetlen |
| Freddy Salazar                                           | Tőr, egyéni       | E. csoport · Ryszard Parulski (POL) · V · Rudolf Trost (AUT) · V · Pasquale La Ragione (ITA) · V · Carlos Calderón (MEX) · GY                            | 5.         | kiesett | kiesett    | kiesett           | kiesett           | kiesett           | kiesett             | kiesett             | kiesett             | kiesett             | kiesett             | kiesett           | helyezetlen |
| Silvio Fernández                                         | Párbajtőr, egyéni | C. csoport · Roland Losert (AUT) · V · Omar Vergara (ARG) · GY · Jacques Ladègaillerie (FRA) · V · José Pinheiro (POR) · V · Darío Amaral (BRA) · GY     | 4.         | B. csoport · Hans-Peter Schulze (GDR) · V · Henryk Nielaba (POL) · V · Franz Rompza (FRG) · V · Michel Steininger (SUI) · GY · Lars-Erik Larsson (SWE) · V | 6.         | kiesett           | kiesett           | kiesett           | kiesett             | kiesett             | kiesett             | kiesett             | kiesett             | kiesett           | helyezetlen |
| Félix Piñero                                             | Párbajtőr, egyéni | J. csoport · Nemere Zoltán (HUN) · V · Lars-Erik Larsson (SWE) · V · Gustavo Oliveros (CUB) · V · Colm O'Brien (IRL) · V · Claude Bourquard (FRA) · GY   | 6.         | kiesett | kiesett    | kiesett           | kiesett           | kiesett           | kiesett             | kiesett             | kiesett             | kiesett             | kiesett             | kiesett           | helyezetlen |
| Silvio Fernández Luis García Félix Piñero Freddy Salazar | Tőr, csapat       | 4. csoport · Lengyelország (POL) · 6-10 · Magyarország (HUN) · 1-15                                                                                      | 4.         | |            |                   | kiesett           | kiesett           |                     |                     |                     |                     |                     | kiesett           | helyezetlen |